# Tetraodon
Tetraodon is een geslacht van straalvinnige vissen uit de familie van de kogelvissen (Tetraodontidae). Het geslacht werd vermeld in 1758 door Linnaeus in de tiende editie van Systema naturae. De typesoort is Tetraodon lineatus Linnaeus, 1758, uit de door Linnaeus in de protoloog genoemde soorten geselecteerd door Lesson in 1830.

## Soorten
- Tetraodon abei Roberts, 1998
- Tetraodon biocellatus Tirant, 1885
- Tetraodon baileyi Sontirat, 1989
- Tetraodon cutcutia Hamilton, 1822
- Tetraodon cambodgiensis Chabanaud, 1923
- Tetraodon duboisi Poll, 1959
- Tetraodon erythrotaenia Bleeker, 1853
- Tetraodon fluviatilis Hamilton, 1822
- Tetraodon hilgendorfii Popta, 1905
- Tetraodon implutus Jenyns, 1842
- Tetraodon kretamensis Inger, 1953
- Tetraodon lineatus Linnaeus, 1758
- Tetraodon miurus Boulenger, 1902
- Tetraodon mbu Boulenger, 1899
- Tetraodon nigroviridis Marion de Procé, 1822
- Tetraodon palembangensis Bleeker, 1852
- Tetraodon pustulatus Murray, 1857
- Tetraodon sabahensis Dekkers, 1975
- Tetraodon schoutedeni Pellegrin, 1926
- Tetraodon suvattii Sontirat, 1989
- Tetraodon turgidus (Kottelat, 2000)
- Tetraodon waandersii Bleeker, 1853